# Форейтор

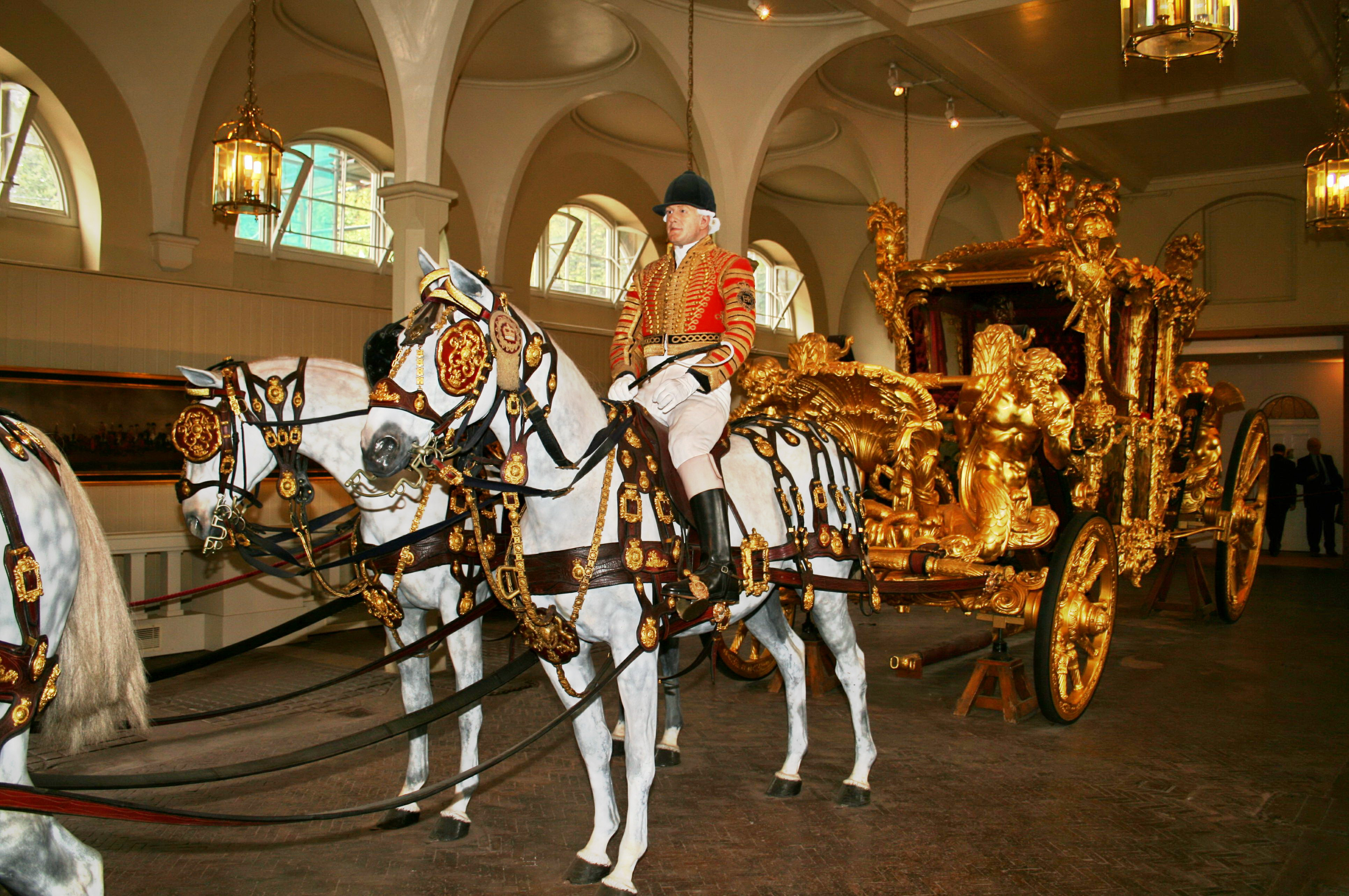
Форейтор на коріннику

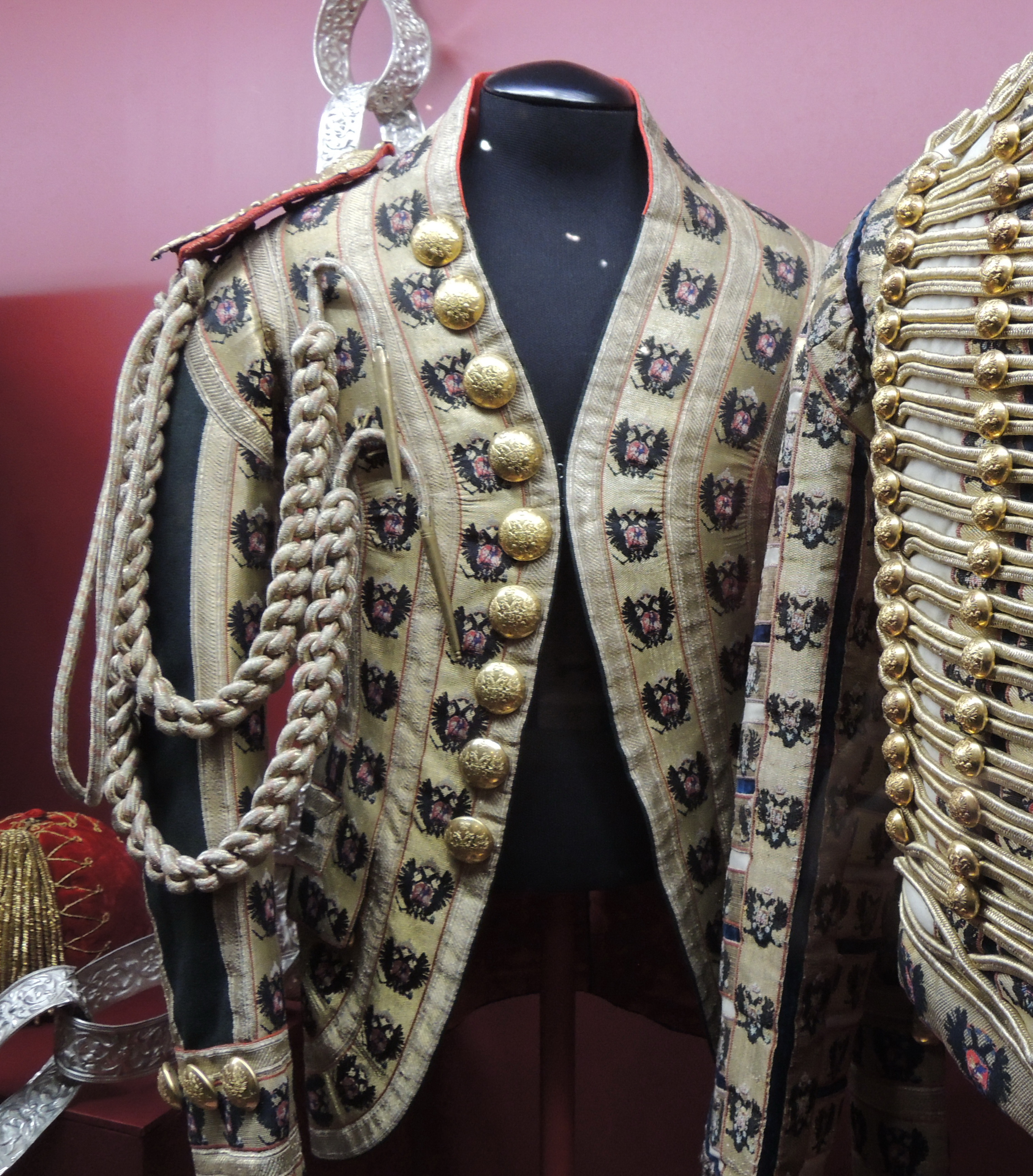
Каптан лейб-форейтора (1881)

Форе́йтор (від нім. Vorreiter — «передній вершник») — верхівець на виносному (та/або корінному) коні в запрягу цугом (рідше у запрягу парою). За допомогою пари коротших поводів правив своїм конем, за допомогою пари довших — другим виносним (корінним).